# مسجد اشترجان
مسجد اشترجان مربوط به دوره ایلخانی است و در ایمان شهر واقع شده و این اثر در تاریخ ۱۲ اسفند ۱۳۱۵ با شمارهٔ ثبت ۲۶۳ به‌عنوان یکی از آثار ملی ایران به ثبت رسیده است.
بانی مسجد اشترجان، محمد بن محمود بن علی اشترجامی، از مستوفیان و منشیان سلطان ابوسعید بهادرخان، بوده‌است. بر اساس کتیبه‌ای بر سردر شمالی بنا، کاشی کاران مسجد استاد احمد و حاجی محمد قطاع تبریزی بوده‌اند؛ و در کتیبه سنگاب مسجد، نام واقف آن، غلامعلی علی داد، آمده است. در ضمن تعمیرات کاشی کاری سردر اصلی (شمالی) این مسجد، در زیر تزیینات قرن هشتم هجری قمری، کتیبه‌ای به خط کوفی و به سبک کتیبه‌های دوره سلجوقیان به دست آمده است که نشان می‌دهد مسجد را در این دوره بنیان گذاشته‌اند و بنای فعلی در واقع حاصل تجدید بنایی با الحاقات بسیار در قرن هشتم هجری قمری است. همچنین مناره‌های این مسجد، مانند منارجنبان اصفهان، که در سال ۷۱۶ بنا شده‌است، متحرک است. 
وسعت مسجد جامع اشترجان ۱۵۰۰ متر مربع (۳۰×۵۰ متر) است. این بنا از خشت و آجر ساخته شده، و در دیواری از خشت محصور گشته است. مسجد دارای دو ورودی است. ورودی اصلی در شمال بنا و ورودی دیگر در شرق آن قرار گرفته‌است. هیچ‌یک از این دو بر محورهای اصلی ساختمان جای ندارد. دو ایوان بر محور شمالی–جنوبی و سه شبستان در شمال، شرق و غرب صحن مرکزی ساخته شده‌است. گنبد خانه بزرگ مقصوره در پشت ایوان جنوبی جای دارد. بدین ترتیب، این عناصر بر محور بودن کلی طرح درونی مسجد تأکید دارند. در حال حاضر این مسجد تاریخی به عنوان مصلی نماز جمعه شهر ایمانشهر مورد استفاده قرار می‌گیرد و کلیه مراسم مذهبی شهر در این مکان تاریخی انجام می‌شود.